# Шкодерский университет имени Луидя Гуракучи
Шкодерский университет имени Луидя Гуракучи (алб. Universiteti i Shkodrës "Luigj Gurakuqi") — государственное высшее учёбное заведение, расположенное в городе Шкодер, Албания.

## История
В 1957—1970 годах в Шкодере функционировала двухгодичная Высшая педагогическая школа, которая в 1970 году была преобразована в школу с трёхлетним периодом обучения, а в 1981 году — в четырёхгодичную. 28 мая 1991 года решением Совета Министров Республики Албания школе присвоен статус университета и присвоено имя Луидя Гуракучи, албанского писателя, поэта, лингвиста, деятеля национального освобождения.
В университете в настоящее время, в основном, обучаются студенты из северной Албании, а также из Черногории, Косово и Северной Македонии.
В 2008/2009 учебном году в университете обучалось 11 000 человек. Наиболее популярными специальностями были юридические (1345 студентов), албанская филология (1219) и финансы (912).
В структуру университета в настоящее время входят 6 факультетов, 26 филиалов, 21 кафедра. Преподавательский состав состоит из около 710 человек, из которых более 190 имеют звание профессора.

## Структура
- Факультет социальных наук (Fakulteti и Shkencave Shoqërore)
- Факультет естественных наук (Fakulteti and Shkencave Natyrore)
- Факультет педагогических наук (Fakulteti and Shkencave të Edukimit)
- Факультет экономики (Fakulteti Ekonomik)
- Юридический факультет (Fakulteti i Drejtësisë)
- Факультет иностранных языков (Fakulteti and Gjuhëve të Huaja)

Университет Шкодера тесно сотрудничает с итальянскими, немецкими и австрийскими университетами.